# Goniothorax foveatus
Goniothorax foveatus är en skalbaggsart som beskrevs av Sharp 1908. Goniothorax foveatus ingår i släktet Goniothorax och familjen glansbaggar. Inga underarter finns listade i Catalogue of Life.